# Anne-Virginie Marchiol
Anne-Virginie Marchiol (1972) is een Franse componiste, muziekpedagooge en pianiste.

## Levensloop
Marchiol studeerde aan de École Normale de musique de Paris en aan het Conservatoire national supérieur de musique in Parijs onder anderen bij Roger Boutry. Zij behaalde een aantal eerste prijzen, waaronder een eerste prijs met onderscheiding voor harmonie. Haar Master of Music behaalde zij in 1997 bij Jean-Yves Bosseur en D. Cohen-Levinas aan de Université de Paris-Sorbonne. UFR de Musique et Musicologie met de proefschrift Matériaux pour l'analyse d'une oeuvre orchestrale d'Henri Dutilleux. Zij promoveerde in 2004 tot doctor in muziek met de proefschrift Transformations, métamorphoses dans les œuvres orchestrales d'Henri Dutilleux aan de Université Marc Bloch in Straatsburg. Als docent en professor is zij verbonden aan de Universiteit van Straatsburg.  Als componiste schreef zij werken voor diverse instrumentale formaties. 

## Composities

### Werken voor harmonie- of fanfareorkest
- 2000 Hymne, voor gemengd koor en fanfareorkest
- 2002 Carrousel, voor fanfareorkest
- 2003 Arcanes, voor harmonieorkest
- Myriade, voor fanfareorkest
- Triade, voor fanfareorkest

### Kamermuziek
- 2002 Acquaviva, voor hoorn en piano
- 2002 Fantaisie, voor trompet in es en piano
- 2002 Résonances, variaties voor klaroen en piano
- 2003 Complainte, voor hoorn en piano
- 2003 Estampe, voor klarinet en piano
- 2003 Flânerie, voor bariton/eufonium en piano
- 2003 Romance, voor dwarsfluit en piano
- 2008 Cabriole des Lutins, voor altsaxofoon en piano
- Alternance, voor viool en piano
- Barcarolle, voor cello en piano
- La Coccinelle, voor trompet in es en piano (samen met: Patrick Léon)
- La Libellule, voor trompet in es en piano (samen met: Patrick Léon)
- La luciole, voor trompet in es en piano (samen met: Patrick Léon)
- Le Scarabée, voor trompet in es en piano (samen met: Patrick Léon)
- Ode, voor hoorn en piano
- Stella, voor altsaxofoon en piano

### Werken voor piano
- 2003 Nocturne
- 2008 Le chat et la souris